# اعمال خوب
اعمال خوب (به انگلیسی: Good Deeds) فیلمی محصول سال ۲۰۱۲ و به کارگردانی تایلر پری است. در این فیلم بازیگرانی همچون تایلر پری، تندی نیوتون، برایان جی. وایت، ربکا رومین، جیمی کندی، فیلیسیا رشاد، گبریل یونیون، ادی سیبرین و بورلی جانسون ایفای نقش کرده‌اند.